# Neverwinter
Neverwinter ist ein von Cryptic Studios entwickeltes Massively Multiplayer Online Role-Playing Game (MMORPG) in der Welt Vergessene Reiche des Rollenspiel-Regelwerks Dungeons & Dragons (D&D).

## Szenario
Es besteht kein direkter Bezug zu den von BioWare und Obsidian Entertainment entwickelten Titeln Neverwinter Nights und Neverwinter Nights 2. Allerdings bleiben viele D&D-Elemente der Vergessenen Reiche bestehen, z. B. Orte wie Luskan, Niewinter, Tiefwasser, Baldurs Tor, Amn etc. Zeitlich beginnt Neverwinter etwa 100 Jahre nach den Ereignissen jener Titelreihe. Auch besteht kein direkter Bezug zum originalen Neverwinter Nights von 1991, welches ebenfalls ein MMORPG gewesen war.

## Entwicklung
Atari kündigte am 23. August 2010 für das vierte Quartal 2011 ein neues auf dem D&D-Universum basierendes MMORPG in der Region der Stadt Neverwinter an. Nachdem Cryptic Studios von Perfect World Entertainment aufgekauft wurde, wurde das Geschäftsmodell zu einem Free2Play-MMORPG umkonzipiert. Die rechtmäßige Umsetzung des D&D-Regelwerks wird von den Wizards of the Coast der Hasbro-Gruppe überwacht. Neverwinters ClosedBeta-Tests liefen ab 8. Februar bis 15. April; Erscheinungstermin (OpenBeta) war der 30. April 2013, 18 Uhr MESZ (für Gründerpaket-Käufer bis zu fünf Tage früher).
Die Open-Beta-Phase war noch nicht abgeschlossen (offizieller Start: 20. Juni 2013), als Perfect World am 6. Juni 2013 bereits die 1. Erweiterung mit dem Namen Fury of the Feywild ankündigte.
Zum offiziellen Start des MMORPGs Neverwinter am 20. Juni 2013 erweiterte Perfect World das Spiel um das neue Gebiet Gauntlgrym, mit neuen PvE- und PvP-Inhalten und dem zusätzlichen Beruf des Alchemisten.
Inzwischen steht auch der offizielle Termin zur Erweiterung "Fury of the Feywild" fest und wurde aus offiziellen Quellen auf den 22. August 2013 datiert.
Am 1. August 2013 gab Perfect World das Erreichen der zwei Millionen Spielermarke bekannt.
Neverwinter erschien am 31. März 2015 als Free-2-Play-Titel für XBox One im Store zum Download.
Im Juni 2016 verkündete Perfect World Entertainment, dass es Neverwinter als Free-2-Play-Titel mit allen bisher erschienenen Erweiterungen auf die PlayStation 4 bringen wird. Am 12. Juli 2016 erschien die kostenpflichtige Vorabversion für Playstation 4, die unter anderem ein Vorsprungspaket mit extra Erfahrungsbonus, einem speziellen Reittier und anderen Extras enthielt. Die kostenlose Version erschien eine Woche später im Playstation Store.

## Quest-EditorFoundry
Neverwinter beinhaltete ein 3D-Toolset (The Foundry) zum Erstellen eigener epischer Quest-Kampagnen, die weltweit veröffentlicht, gespielt und bewertet werden konnten. Andere Spieler konnten den Autor dieser Quests auf freiwilliger Basis mit Spielwährung belohnen, grundsätzlich war jedoch das Erschaffen eigener Inhalte und das Spielen von derart erstellten Quests kostenlos. Zur Gestaltung eigener Quests standen dem Spieler die gleichen Grafiksets zur Verfügung, die auch für die offiziellen Hauptquests verwendet wurden. Das Toolset wurde am 11. April 2019 aus dem Spiel entfernt, da für die Weiterentwicklung keine Entwicklerressourcen mehr zur Verfügung standen.

## Rezeption
Neverwinter wurde auf der GamesCom 2012, der Paris Games Week 2012 und auf der E3 2012 präsentiert. Auf der E3 erhielt es die folgenden Nominierungen:
- Machinima: Best of E3 2012
- IGN: Best of E3 2012
- MMORPGItalia: Best PvE Feature 2012
- DestrucToto: Best of PC 2012
- RagindNerds: Best of Show E3 2012
- GameSpy: Best of E3 2012